# ОШ „Филип Филиповић” Чачак
ОШ „Филип Филиповић” у Чачку je основана 26. августa 1955. године, као друга основна школа. Од 1958. године носи назив по истакнутом револуционару, хуманисти, научнику, педагогу, професору математике, Филипу Филиповићу, рођеном у Чачку.
Новоформирана школа почела је са радом у просторијама дотадашње Женске гимназије и користила одређен број учионица и просторија у приземљу и на првом спрату. Првих двадесет пет година рада Школа је простор делила са чачанском Гимназијом, а од 1. септембра 1980. године добија сопствену зграду.
Данас школа има 19 учионица у којима се одвија кабинетска настава. Такође располаже са школском библиотеком и читаоницом, спортском салом и уређеним спортским теренима, кухињом са трпезаријим, стоматолошком ординациојом и великим школским двориштем.
Од 1981. године нашој школи је припојена лозничка школа која сада ради са два комбинована издвојена одељења нижих разреда. Од 1961-1974. године при школи постојала су одељења за образовање ретардиране деце. При школи од 1961. године ради и одељење за децу оштећеног слуха.